# Cryoshell
Cryoshell — данський рок-гурт, що сформувався у Копенгагені у 2006 році.

## Склад
Поточні учасники
- Міккел Мальта – клавіші, піаніно (2006–дотепер)
- Каспер Содерлунд – електрогітара, бас-гітара (2006–дотепер)
- Крістін Лорентзен – провідний вокал (2006–07, 2008–11, 2013–дотепер)

Колишні учасники
- Нільс Брінк – провідний вокал (2007–08)
- Якоб Гундель – барабани (2009–11)
- Тін Мідтгаард – провідний вокал (2011–13)
- Мартін Пагаард – барабани (2011–13)

## Дискографія
Студійні альбоми
- Cryoshell (2010)
- Next to Machines (2018)

Міні-альбоми
- Creeping in My Soul (2010)[1]

Сингли
- Bye Bye Babylon (2009)
- Creeping in My Soul (2009)
- Breakout (2012)
- Gravity Hurts (2018)
- Nature Girl (2018)
- Don't Look Down (2018)